# Boťany
Boťany (węg. Battyán) – wieś (obec) na Słowacji położona w kraju koszyckim, w powiecie Trebišov. Pierwsze wzmianki o miejscowości pochodzą z 1332 roku. 
Według danych z dnia 31 grudnia 2012 roku, wieś zamieszkiwały 1254 osoby, w tym 619 kobiet i 635 mężczyzn.
W 2001 roku rozkład populacji względem narodowości i przynależności etnicznej wyglądał następująco:
- Słowacy – 9,33%
- Romowie – 17,99%
- Rusini – 0,08%
- Ukraińcy – 0,17%
- Węgrzy – 71,86%

Ze względu na wyznawaną religię struktura mieszkańców kształtowała się w 2001 roku następująco:
- Katolicy rzymscy – 78,52%
- Grekokatolicy – 12,91%
- Ewangelicy – 0,08%
- Ateiści – 0,33%
- Nie podano – 1,58%